# Bob Pels
Bob Pels (Amsterdam, 5 mei 1956) is een voormalig Nederlands honkballer.
Pels speelde voor diverse clubs waaronder OVVO, de Amsterdam Pirates en de Haarlem Nicols in het eerste herenteam in de hoofdklasse en kwam tevens uit voor Jong Oranje en het Nederlands honkbalteam. In 2004 organiseerde hij samen met drie oud-collega internationals, Bob van Aalen, Geoffrey Kohl en Jan Hijzelendoorn voor de tweede maal het Baseball Master Golftoernooi ten bate van de Stichting Doe een Wens. Dit was ingegeven door het overlijden van de zoon van de Nederlandse bondscoach honkbal Robert Eenhoorn, Ryan, die overleden was aan kanker.
Na zijn actieve sportcarrière was Pels in 2006 nog coach van een peanutball team van HCAW. Na zijn actieve sportcarrière werd Pels actief binnen de horecawereld en was tot voor kort eigenaar van vijf etablissementen rondom het Leidseplein te Amsterdam waaronder het bekende La Bastille alsmede van een etablissement in Hilversum. Tevens was hij actief als concertorganisator en haalde onder meer Frank Sinatra, Liza Minelli en Sammy Davis Jr. naar Nederland voor de concertserie in het Ahoy en de RAI. In 2008 werd hij eigenaar van een horeca etablissement in Naarden. Pels is getrouwd en heeft drie kinderen.